# Haras de Kunigal
Le haras de Kunigal est un haras situé dans la ville de Kunigal (en), dans l'État Indien du Karnataka (13° 01′ 20,9″ N, 77° 02′ 04,8″ E
). Ce lieu permet l'élevage de chevaux principalement destinés au sport hippique, et forme le plus ancien haras de l'Inde. L'histoire de cet élevage peut être retracée jusqu'à l'époque de Tipû Sâhib, le seigneur de Srirangapatna, qui l'a utilisé pour se fournir en chevaux de qualité pour sa cavalerie, dans le cadre de la lutte contre les Britanniques.

## Histoire
Le haras de Kunigal a été créé par Tipû Sâhib pour l'élevage de chevaux dans le cadre de ses guerres menées dans les années 1790. Après sa mort, ce haras a été utilisé par la British Army pour élever des chevaux de race, principalement arabes, destinés aux régiments de cavalerie. En 1886, la ferme abritait aussi Pero Gomez, le premier étalon de race Pur-sang à être importé en Inde. Par la suite, les chevaux élevés dans ce haras l'ont été également pour le sport hippique. Ces chevaux ont commencé à contester la suprématie des chevaux importés du Royaume-Uni et de l'Australie. Le Raj britannique tient le haras sous contrôle durant la période sous la direction du Colonel Hay, du Général Stewart, du Colonel McIntire, du Colonel A. A. Jones et du Colonel R. J. Jones, entre autres. Il a ensuite été transféré au département militaire du Royaume de Mysore, avant d'être de nouveau transféré au gouvernement de l'État de Mysore en 1948. En 1992, le gouvernement du Karnataka a loué le haras à l'industriel Vijay Mallya, pour sa division de courses United Racing and Bloodstock Breeders (URBB).

## Description
La ferme est répartie sur 400 acres (1,6 km2) et est divisée en 25 paddocks de différentes tailles. De bons terrains de pâturage sont maintenus et les plantes fourragères nécessaires comme la luzerne, l'avoine verte et l'herbe de Rhodes sont cultivés sur place. Les installations d'entraînement pour les chevaux, dont une école d'équitation, sont présentes dans le haras. Ce lieu contient également une usine de purification d'eau, et un espace de soins médicaux pour les chevaux est mis à disposition des vétérinaires.

## Chevaux
Vijay Mallya a importé de nombreux étalons depuis l'étranger, qui ont été hébergés dans le haras de Kunigal. Le premier étalon être importé a été Bold Russian qui a remporté de nombreuses courses au Royaume-Uni et aux États-Unis. Brave Act et Tejano sont d'autres grands étalons qui ont été importés. Le plus célèbre Pur-sang indien né dans ce haras est sans doute Adler, qui est resté invaincu durant toute la période des neuf courses auxquelles il a participé en Inde. Adler est aussi le premier Pur-sang indien à avoir gagné une course aux États-Unis. La ferme abrite également quelques poulinières gagnantes comme Littleover, Starfire Fille et Supervite. Saddle Up, un Pur-sang issu de cette ferme, a remporté de nombreuses courses dans l'Inde, à Singapour et en Malaisie. Un autre célèbre cheval de l'élevage a été Burden of Proof, dont la descendance a remporté de nombreuses courses.

## Récompenses
Le haras de Kunigal s'est vu décerner le Leading Stud Farm de la saison de course tenue dans l'année 2006 à Bangalore, avec 31 gagnants, et aussi durant l'année 2007, avec 39 gagnants.